# علی فرهمندزاد
علی فرهمندزاد (- ۱۳۹۳) معلم و سیاستمدار ایران و چهارمین استاندار گیلان پس از انقلاب بود.
فرهمندزاد پس از نصرت‌الله شادنوش از ۱۲ اسفند ۱۳۶۰ تا ۱۶ مرداد ۱۳۶۲ به استانداری گیلان منصوب شد. وی در زمان ریاست جمهوری سیدعلی خامنه ای و نخست‌وزیری میرحسین موسوی توسط علی اکبر ناطق نوری به این سمت منصوب شد. وی در دوره استانداری خود با جنبش‌های مسلح مخالفان در مناطق جنگلی گیلان مانند تالش و سیاهکل مواجه بود. وی از اعضای هیئت موتلف اسلامی بود و پس از دوره استانداری خود سمت‌هایی مانند:مدیر برنامه‌ریزی و آمار نهضت سواد آموزی، معاونت آموزشی دانشگاه امام صادق، رئیس آموزش و پرورش تهران در مناطق ۶، ۱۲ و ۱۷، رئیس جهاد مدرسه سازی وزارت آموزش و پرورش شد و سرانجام به عنوان عضو هیئت امناء و هیئت مدیره جامعه تعلیمات اسلامی فعالیت کرد.